# María Candelaria
För andra betydelser, se María Candelaria (olika betydelser).
María Candelaria är en mexikansk film från 1943, som belönades med guldpalmen under filmfestivalen i Cannes år 1946. Filmen är regisserad av Emilio Fernández och huvudrollerna spelas av Dolores del Río och Pedro Armendáriz. 

## Handling
María Candelaria (Dolores del Río), är en inhemsk ung kvinna från den fattiga stadsdelen Xochimilco i Mexico City, som lever i början av 1900-talet. Maria blir utstött av sitt eget folk och blir anklagad för att vara prostituerad. Den ende som vågar vara med henne är Lorenzo Rafael (Pedro Armendáriz), en inhemsk yngling, som visar Maria en djupsint tillgivenhet.

## Rollista
- Dolores del Río – María Candelaria
- Pedro Armendáriz – Lorenzo Rafael
- Alberto Galán – konstnär
- Miguel Inclán – Don Damián
- Rafael Icardo – präst
- Margarita Cortés – Lupe
- Julio Ahuet – Jose Alfonso